# Machimus intricans
Machimus intricans là một loài ruồi trong họ Asilidae. Machimus intricans được Becker miêu tả năm 1923. Loài này phân bố ở vùng Cổ Bắc giới.